# Atriplex mendozensis
Atriplex mendozensis är en amarantväxtart som beskrevs av Carlos Luis Spegazzini. Atriplex mendozensis ingår i släktet fetmållor, och familjen amarantväxter. Inga underarter finns listade i Catalogue of Life.